# Quick Lane Bowl 2023
Match précédent Match suivant
Le Quick Lane Bowl 2023 est un match de football américain de niveau universitaire joué après la saison régulière de 2023, le 26 décembre 2023 au Ford Field situé à Détroit dans l'État du Michigan aux États-Unis.
Il s'agit de la 9e édition du Quick Lane Bowl.
Le match met en présence l'équipe des Falcons de Bowling Green issue de la Mid-American Conference et l'équipe des Golden Gophers du Minnesota issue de la Big Ten Conference.
Il débute vers 14 heures, heure locale (20 heures en France) et est retransmis à la télévision par ESPN,.
Sponsorisé par la société Quick Lane Tire and Auto Center (en), le match est officiellement dénommé le 2023 Quick Lane Bowl.
Minnesota remporte le match sur le score de 30 à 24. 

## Présentation du match
Il s'agit de la 5e rencontre entre les deux équipes (2-2) :
| Saison | Date               | Vainqueur     | Score   | Compétition                      |
| ------ | ------------------ | ------------- | ------- | -------------------------------- |
| 1986   | 13 septembre 1986  | Minnesota     | 31 - 07 | Saison régulière au Minnesota    |
| 2007   | 1er septembre 2007 | Bowling Green | 32 - 31 | Saison régulière au Minnesota    |
| 2008   | 6 septembre 2008   | Minnesota     | 42 - 17 | Saison régulière à Bowling Green |
| 2021   | 25 septembre 2021  | Bowling Green | 14 - 10 | Saison régulière au Minnesota    |

| Équipes                                                                                             | Couleurs | Conférences | Entraîneurs                    | Stats. saison rég. | Classements avant le bowl | Classements avant le bowl | Classements avant le bowl |
| --------------------------------------------------------------------------------------------------- | -------- | ----------- | ------------------------------ | ------------------ | ------------------------- | ------------------------- | ------------------------- |
| Équipes                                                                                             | Couleurs | Conférences | Entraîneurs                    | Stats. saison rég. | CFP                       | AP                        | Coaches                   |
| Falcons de Bowling Green                                                                            |          | MAC         | Scot Loeffler (en) (5e saison) | 7-5                | NC                        | NC                        | NC                        |
| Golden Gophers du Minnesota                                                                         |          | Big 10      | P. J. Fleck (en) (7e saison)   | 5-7                | NC                        | NC                        | NC                        |
| - Arbitre : Tim Rich (AAC) ; - Équipe donnée favorite par les bookmakers : Minnesota par 3½ points. |          |             |                                |                    |                           |                           |                           |

### Falcons de Bowling Green
Roster 2023 des Falcons
Avec un bilan global en saison régulière de 7 victoires et 5 défaites (5-3 en matchs de conférence), l'université d'État de Bowling Green est éligible et accepte l'invitation pour participer au Quick Lane Bowl 2023.
Ils terminent 3e de la Division East de la Mid-American Conference derrière Miami (OH) et Ohio,.
À l'issue de la saison 2023 (bowl non compris), ils n'apparaissent pas dans les classements CFP, AP et Coaches.
Il s'agit de leur 2e participation au Quick Lane Bowl (0-1) et le 14e bowl de leur histoire (6-7) :
|      | Saisons          | Dates            | Vainqueurs | Scores        | Finalistes | Bilan |
| 2022 | 26 décembre 2022 | New Mexico State | 24 - 19    | Bowling Green | D : 0-1    |       |

### Golden Gophers du Minnesota
Roster 2023 des Golden Gophers du Minnesota
Minnesota termine la saison régulière avec un bilan global négatif de 5 victoires et 7 défaites (3-6 en matchs de conférence).
Néanmoins, le nombre d'équipe ayant terminé la saison avec un bilan positif ou nul étant insuffisant, les Golden Gophers deviennent éligibles puisqu'ils 
obtiennent la plus grande évaluation APR (Academic Progress Rate (en)) des équipes avec un bilan de 5-7. Ils acceptent l'invitation pour participer au Quick Lane Bowl 2023.
Ils terminent 4e à égalité (sur 7 équipes) de la West Division de la Big Ten Conference.
À l'issue de la saison 2023 (bowl non compris), ils n'apparaissent pas dans les classements CFP, AP et Coaches.
Il s'agit de leur 3e participation au Quick Lane Bowl (2-0) et le 24e bowl de leur histoire (11-12) :
|      | Saisons          | Dates     | Vainqueurs | Scores           | Finalistes | Bilan |
| 2015 | 28 décembre 2015 | Minnesota | 21 - 14    | Central Michigan | V : 1-0    |       |
| 2018 | 26 décembre 2018 | Minnesota | 34 - 10    | Georgia Tech     | V : 2-0    |       |